# Бессмертники (секта)
Бессмертники (воскресники) — мистическая христианская секта, распространённая в России в XIX — начале XX веков, основой вероучения которой была вера в потенциальное всеобщее физическое бессмертие людей.

## История
Секта была создана в Москве в начале 1880-х годов М. И. Ивановым, сотрудником «Общества для распространения Священного Писания в России». Своё вероучение Иванов основывал на строке из Евангелия: «И всякий, живущий и верующий в Меня, не умрёт вовек» (Ин. 11:26). Таким образом, все люди призваны Богом к вечной жизни на земле, но умирают, так как не верят Ему. После того, как в 1893 году Иванов был сослан в Ереван, секту возглавил Евдоким Михайлович Черноног, содержатель каретчиков. Он успешно распространял учение секты, в том числе и благодаря тому, что располагал значительными денежными средствами и большим штатом сотрудников. То, что сами бессмертники нередко умирали, их лидеры объясняли недостатком веры. Постепенно бессмертники разделились на три ветви — бессмертников Ветхого Завета, бессмертников Нового Завета и бессмертников Третьего Завета. Около 1909 года русский философ Николай Бердяев неоднократно встречался с бессмертниками и даже принимал их у себя дома. Данных о существовании секты в советский период нет.